# Villanueva del Río Segura
Villanueva del Río Segura est une commune d'Espagne dans la région de Murcie. Elle s'étend sur 13 km2 ; elle comptait 2 396 habitants en 2011 et 3 469 en 2022.

## Géographie
Située vers 139 m d'altitude dans une boucle du fleuve Segura, Villanueva del Río Segura fait partie de la comarque Valle de Ricote (es).

## Histoire
Les premières mentions historiques connues de Villanueva del Río Segura datent de 1468 : lors de la visite de Francisco de León au royaume de Murcie cette année-là, sur l'ordre du Maître de l'Ordre de Santiago, les localités d'Ulea, Blanca, Ojós, Abarán et Asuete sont mentionnées ; cette dernière correspond à Villanueva del Río Segura, au sein de l'Encomienda de Ricote ; ce village mudéjar, comme d'autres de la même vallée, a été contraint de se convertir au christianisme en 1501.
Jusqu'au XVIIIe siècle, Villanueva del Río Segura est une dépendance d'Ulea ; elle s'en émancipe à partir de 1783. Des travaux de construction d'une église paroissiale indépendante, Nuestra Señora de la Asunción, sont engagés et s'achèvent à la fin du XIXe siècle.

## Démographie
| 1900 | 1910 | 1920 | 1930 | 1940 | 1950 | 1960 | 1970 | 1981 | 1991 | 2000 | 2005 | 2011 | 2021 | 2022 |
| ---- | ---- | ---- | ---- | ---- | ---- | ---- | ---- | ---- | ---- | ---- | ---- | ---- | ---- | ---- |
| 963  | 1110 | 1148 | 1309 | 1522 | 1537 | 1711 | 1855 | 1726 | 1543 | 1568 | 1803 | 2396 | 3268 | 3469 |

## Économie
L'économie de la localité repose principalement sur l'agriculture (culture de pêches, d'abricots et d'agrumes), sur le conditionnement et l'exportation de ces produits.
La commune a connu une croissance importante pendant les années de prospérité économique, profitant du boom immobilier pour investir dans la construction avec plusieurs lotissements, mais la crise économique de 2008 a fait disparaître un grand nombre d'emplois.

## Culture et patrimoine

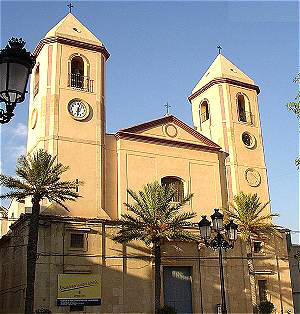
Façade de l'église Notre-Dame de l'Ascension

- Église Notre-Dame de l'Ascension (es), en style néo-classique, sur les plans dessinés au début du XIXe siècle par l'architecte Juan de Villanueva, repris par José Ramón Berenguer et Justo Millán ; elle est achevée en 1891[5].